# Serrano Futebol Clube
O Serrano Futebol Clube é um clube brasileiro de futebol, sediado na cidade de Serra Talhada, em Pernambuco. Fundado em 1 de outubro de 1983, é da mesma cidade de Virgulino Ferreira da Silva, o célebre cangaceiro Lampião, e por isso possui uma torcida organizada em homenagem a esse fato, os Lampiões da Fiel. Inicialmente, era um clube amador, e notabilizou-se em 2004 no Campeonato Pernambucano Série A1, se tornou-se o único time a derrotar o Sport, nas duas partidas.
Manda seus jogos no Estádio Nildo Pereira de Menezes, o "Pereirão", com capacidade para receber 3.000 torcedores. Possui como cores oficiais o preto e o amarelo. Seu mascote é um jumento e seu hino foi composto pelo cantor e compositor Rui Grudi.
Depois de ser rebaixado em 2009 para a Série A2 do Pernambucano de 2010, o Serrano envolveu-se em uma confusão política e se licenciou dos campeonatos promovidos pela Federação Pernambucana de Futebol, permanecendo com o status de licenciado durante três anos. Em maio de 2013 com a convocação de eleições para o conselho deliberativo e diretoria executiva o Jumento de aço que detém cerca de 70% da torcida serra-talhadense teve sua retomada às atividades confirmada com a divulgação da tabela da Série A-2 de 2013.
Após mais uma pausa em suas atividades, o Serrano anunciou em 2018 seu retorno ao futebol profissional, junto com o vereador André Maio, que venceu as eleições do clube e se tornou presidente do clube. Robério Souza seria o treinador do clube, mas alegou problemas pessoais e pediu para sair. No mesmo ano chegou à semifinal da Série A2.
Em 2019, anunciou a contratação de 3 jogadores conhecidos no futebol pernambucano: o volante Vagner Rosa (defendeu, entre outros, Porto.  Náutico, Santa Cruz, Central, Chapecoense e Treze), o lateral Renatinho (campeão da Série C com o Santa Cruz em 2013) e o atacante Flávio Caça-Rato, que atuou nos 3 principais times do estado e também vestiu as camisas de Salgueiro, América de Natal, Remo e Guarani. No entanto, eles não chegaram a entrar em campo em partidas oficiais, depois que a FPF excluiu o Serrano e outras 8 equipes da segunda divisão por falta de laudos nos estádios.
Em 2021, volta a disputar a Série A2 depois de um ano fora do futebol profissional, usando o estádio Vianão, em Afogados da Ingazeira, para as partidas como mandante, pois o estádio Pereirão não possuía condições para sediar jogos. Teve a pior campanha entre os participantes: um empate e 5 derrotas, com um ponto conquistado (empaado com Pesqueira e Cabense, porém com saldo de gols inferior). Para a temporada 2022, o Serrano mandaria seus jogos no estádio Gaudenção, em Itacuruba, e teria Marcos Sá como treinador, mas desistiu da competição e foi rebaixado automaticamente para a Série A3 estadual.

## Títulos

### Estaduais
- Campeonato Pernambucano do Interior: 2005.

### Campanhas em Destaque
- Vice-Campeonato Pernambucano da 2ª Divisão: 2003.

## Desempenho em competições

### Campeonato Pernambucano
| Ano  | Posição         |
| 2004 | 5º              |
| 2005 | 4º              |
| 2006 | 6º              |
| 2007 | 8º              |
| 2008 | 6º              |
| 2009 | 11º (Rebaixado) |

### Campeonato Pernambucano - Série A2
| Ano  | Posição                       |
| 1997 | 3º                            |
| 1998 | 4º                            |
| 2000 | 7º                            |
| 2001 | 4º                            |
| 2003 | 2º (Vice-campeão e promovido) |
| 2013 | 12°                           |
| 2015 | 12º                           |
| 2018 | 4°                            |
| 2021 | 14°                           |
| 2022 | 23° (rebaixado)               |

### Campeonato Pernambucano - Série A3
| Ano  | Posição |
| 2023 | 6°      |

### Copa Integração CE-PB-PE-PI
| Ano  | Posição            |
| 2007 | 5º (Vice-Lanterna) |

### Campeonato Brasileiro - Série C
| Ano  | Posição |
| 2005 | 43º     |

## Confrontos em competições nacionais e regionais[5]
| Pos | Equipes     | J | V | E | D | GP | GC | SG |
| --- | ----------- | - | - | - | - | -- | -- | -- |
| 1   | Piauí       | 2 | 1 | 1 | 0 | 1  | 0  | +1 |
| 2   | Icasa       | 2 | 1 | 0 | 1 | 2  | 2  | 0  |
| 3   | Ferroviário | 2 | 0 | 0 | 2 | 3  | 6  | -3 |

## Ranking da CBF
- Posição: 335º
- Pontuação: 1 ponto

Ranking criado pela Confederação Brasileira de Futebol que pontua todos os times do Brasil.